# Welle (Allemagne)
Pour les articles homonymes, voir Welle.
Welle est une municipalité allemande du land de Basse-Saxe, située dans l'arrondissement de Harburg.